# Convolvulus argyracanthus
Convolvulus argyracanthus är en vindeväxtart som beskrevs av Karl Heinz Rechinger. Convolvulus argyracanthus ingår i släktet vindor, och familjen vindeväxter. Inga underarter finns listade i Catalogue of Life.